# Enxerto ósseo
Enxerto ósseo é um processo cirúrgico que consiste em retirar um fragmento de osso de uma localização para o colocar no local que se pretende reparar. Pode ser usado em variadíssimas situações como na reparação de fracturas com perda de osso, no tratamento das pseudartroses, pode ser usado entre duas vértebras no tratamento cirúrgico das hérnias discais, em odontologia para correção do maxilar de modo a permitir um implante dentário, reconstrução do acetábulo para permitir a colocação de uma prótese de anca. Normalmente a colheita de osso para efetuar o enxerto autógeno faz-se a nível do osso ilíaco.
O fragmento ósseo pode ser obtido com o próprio paciente (autógeno); através do osso de cadáver de indivíduo da mesma espécie (aloenxerto - a partir de um Banco de Osso) ou de doador de espécie diferente da do receptor (xenógeno).
Os enxertos xenogénos têm sido mais utilizados em cirurgia odontológica e ortopédica, como alternativa à enxertia autógena e alógena.
A história dos enxertos ósseos começou em 1682 quando Van Meeken transplantou osso de crânio de cão para reparar um defeito craniano no homem, com sucesso. Van Meeken foi forçado a retirar o transplante para evitar a excomunhão pela Igreja.
Philip Walter, em 1821, foi o primeiro cirurgião a utilizar enxertos ósseos autógenos (do próprio paciente) para reconstrução de defeitos ósseos.